# Teleplan
Teleplan International N.V. ist ein börsennotierter Dienstleister im Bereich Technologie- und Elektroniklösungen. Der Firmensitz befindet sich in Amsterdam. Mit weiteren 22 Servicestandorten in Europa, Amerika, Asien und Australien beschäftigt Teleplan weltweit knapp 5.600 Mitarbeiter.

## Teleplan Services
Teleplans Dienstleistungsspektrum geht von reinen Reparaturen über Erneuerungsarbeiten und Logistikleistungen bis hin zum Recycling von elektronischen Geräten. Die Kunden von Teleplan sind u. a. Hersteller, Versicherer und Handelsketten.

## Geschichte

### Regionale Anfänge
Teleplan wurde 1983 in Griesheim bei Darmstadt durch Edmund Krix gegründet. Ursprünglich erbrachte Teleplan Service-Dienstleistungen im Bereich Sendeausrüstung für Rundfunk und Fernsehen. Teleplans Know-how bei Mess- und Testverfahren als auch bei Kontrollverfahren bot die notwendige Ausgangsbasis, um den Anforderungen der damals boomenden Computer- und PC-Industrie und Kunden wie Sony oder HP in den 1980er-Jahren gerecht zu werden.
Bis 1990 konzentrierte sich Teleplan auf regionale Expansion, um auch größere Aufträge annehmen zu können. Gleichzeitig wurde das Know-how konstant erweitert und Software inhouse entwickelt, um den Serviceprozess ganzheitlich kontrollieren zu können. Teleplan entwickelte sich zu einem der wichtigsten Unternehmen im deutschen Markt auf dem Gebiet von CRT-Monitor Reparaturen mit einer schnell zunehmenden Anzahl von großen europäischen Kunden.

### Internationale Expansion
Internationale Expansion prägte die nächste Phase der Unternehmensgeschichte. Dazu wurden zahlreiche Unternehmen in Europa übernommen und erworben.
1998 wurde der Firmensitz in die Niederlande verlegt und das Unternehmen an die Frankfurter Börse in Deutschland gebracht.
Teleplan war einer der „Klassiker“ vom Neuen Markt. Im November 1998 startete die Aktie zu umgerechnet 11,50 Euro in den Handel. In Zeiten der Dotcom-Blase stieg die Aktie bis auf 60 Euro, anschließend fiel sie aufgrund Überbewertung gepaart mit Managementfehlern auf 0,34 Euro.

### Restrukturierung
Ab 2002 trennte sich das Unternehmen von zahlreichen früheren Akquisitionen.
In 2004 erfolgte eine Refinanzierung, die von einigen wenigen größeren Aktionären getragen wurde. Als Teil der Refinanzierung folgte im Juni 2005 eine Kapitalerhöhung. Eine weitere Kapitalerhöhung von 10 Prozent des Grundkapitals erfolgte zwei Jahre später (2007), um die flüssigen Mittel zu erhöhen.
Die Restrukturierung von Teleplan wurde in 2009 abgeschlossen, das zugleich das profitabelste Jahr in der Unternehmensgeschichte war. Anfang Dezember 2010 wurde bekannt, dass der Finanzinvestor Gilde Equity die Teleplan für 154 Millionen Euro übernehmen will.